# 阿赖斯
阿赖斯（西班牙語：Araiz）是西班牙纳瓦拉的一个市镇。总面积39平方公里，总人口587人（2001年），人口密度15人/平方公里。